# Patrick Baldwin
Patrick O'Neal Baldwin jr., meglio noto come Patrick Baldwin jr. (Green Bay, 18 novembre 2002), è un cestista statunitense, che gioca in NBA con i San Antonio Spurs.

## Carriera

### High school
Baldwin ha giocato a basket per la Hamilton High School nel Sussex, Wisconsin. Durante il suo primo anno fa parte della squadra che arriva in finale nel campionato statale, perdendo però contro l'Oshkosh North. Da junior, Baldwin tiene una media di 24,3 punti e 10,8 rimbalzi a partita, guadagnandosi il titolo di Wisconsin Gatorade Player of the Year. Durante la seconda partita della sua stagione da senior, Baldwin subisce un grave infortunio alla caviglia, che decreta la fine della sua stagione. Viene comunque nominato McDonald's All-American.

### College
Considerato universalmente una recluta a cinque stelle e uno delle migliori ali della classe 2002, il 12 maggio 2021 Baldwin si impegna a giocare a basket con Milwaukee sotto la guida di suo padre, allenatore della squadra, rifiutando le offerte di Duke e Georgetown. Diventa così la miglior recluta di sempre a scegliere una squadra della Horizon League.

### NBA
Nel 2022 viene selezionato al draft dai Golden State Warriors con la scelta numero 28. Nell'ottobre dello stesso anno viene mandato ai Santa Cruz Warriors in NBA Development League, prima di fare il suo debutto in NBA.
Il 6 luglio 2023 passa ai Washington Wizards.

### Nazionale
Baldwin ha rappresentato gli Stati Uniti alla Coppa del Mondo FIBA Under 19 del 2021 in Lettonia. Ha tenuto una media di 7,7 punti e 5 rimbalzi a partita, partendo principalmente dalla panchina, aiutando la squadra a vincere la medaglia d'oro.

## Statistiche

### NCAA
| Anno      | Squadra            | PG | PT | MP   | TC%  | 3P%  | TL%  | RP  | AP  | PRP | SP  | PP   |
| --------- | ------------------ | -- | -- | ---- | ---- | ---- | ---- | --- | --- | --- | --- | ---- |
| 2021-2022 | Milwaukee Panthers | 11 | 10 | 28,5 | 34,4 | 26,6 | 74,3 | 5,8 | 1,5 | 0,8 | 0,8 | 12,1 |
| Carriera  | Carriera           | 11 | 10 | 28,5 | 34,4 | 26,6 | 74,3 | 5,8 | 1,5 | 0,8 | 0,8 | 12,1 |

#### Massimi in carriera
- Massimo di punti: 26 vs Robert Morris (4 dicembre 2021)[10]
- Massimo di rimbalzi: 11 (2 volte)
- Massimo di assist: 4 vs Eastern Kentucky (13 novembre 2021)
- Massimo di palle rubate: 2 (3 volte)
- Massimo di stoppate: 3 vs North Dakota (9 novembre 2021)
- Massimo di minuti giocati: 37 (2 volte)

### NBA

#### Regular Season
| Anno      | Squadra       | PG | PT | MP   | TC%  | 3P%  | TL%  | RP  | AP  | PRP | SP  | PP  |
| --------- | ------------- | -- | -- | ---- | ---- | ---- | ---- | --- | --- | --- | --- | --- |
| 2022-2023 | G.S. Warriors | 31 | 0  | 7,3  | 39,4 | 38,1 | 66,7 | 1,3 | 0,4 | 0,2 | 0,1 | 3,9 |
| 2023-2024 | Wash. Wizards | 38 | 7  | 13,0 | 38,1 | 32,0 | 67,9 | 3,2 | 0,8 | 0,5 | 0,4 | 4,4 |
| 2024-2025 | Wash. Wizards | 22 | 0  | 4,6  | 51,5 | 52,4 | 50,0 | 1,0 | 0,1 | 0,1 | 0,1 | 2,1 |
| 2024-2025 | L.A. Clippers | 2  | 0  | 3,0  | 100  | 100  | -    | 1,5 | 0,5 | 0,0 | 0,0 | 3,0 |
| Carriera  | Carriera      | 93 | 7  | 8,9  | 40,5 | 37,3 | 65,8 | 2,0 | 0,5 | 0,3 | 0,2 | 3,7 |

#### Playoffs
| Anno     | Squadra       | PG | PT | MP  | TC% | 3P% | TL% | RP  | AP  | PRP | SP  | PP  |
| -------- | ------------- | -- | -- | --- | --- | --- | --- | --- | --- | --- | --- | --- |
| 2023     | G.S. Warriors | 3  | 0  | 3,7 | 0,0 | 0,0 | -   | 1,0 | 0,3 | 0,0 | 0,0 | 0,0 |
| Carriera | Carriera      | 3  | 0  | 3,7 | 0,0 | 0,0 | -   | 1,0 | 0,3 | 0,0 | 0,0 | 0,0 |

#### Massimi in carriera
- Massimo di punti: 17 vs Brooklyn Nets (21 dicembre 2022)[11]
- Massimo di rimbalzi: 5 vs New Orleans Pelicans (21 novembre 2022)
- Massimo di assist: 2 (2 volte)
- Massimo di palle rubate: 3 vs New Orleans Pelicans (21 novembre 2022)
- Massimo di stoppate: 2 vs Memphis Grizzlies (9 marzo 2023)
- Massimo di minuti giocati: 23 vs Brooklyn Nets (21 dicembre 2022)

### G League
| Anno      | Squadra            | PG | PT | MP   | TC%  | 3P%  | TL%  | RP  | AP  | PRP | SP  | PP   |
| --------- | ------------------ | -- | -- | ---- | ---- | ---- | ---- | --- | --- | --- | --- | ---- |
| 2022-2023 | S.C. Warriors      | 20 | 20 | 26,7 | 44,0 | 33,8 | 66,7 | 5,7 | 1,7 | 0,6 | 0,6 | 12,8 |
| 2023-2024 | Capital C. Go-Go   | 17 | 17 | 25,3 | 51,4 | 33,7 | 68,4 | 7,2 | 2,2 | 0,7 | 1,6 | 13,6 |
| 2024-2025 | Capital C. Go-Go   | 7  | 7  | 27,2 | 48,8 | 34,9 | 57,1 | 6,0 | 1,4 | 0,9 | 1,6 | 15,0 |
| 2024-2025 | San Diego Clippers | 16 | 13 | 34,1 | 48,9 | 37,0 | 60,0 | 7,2 | 2,8 | 1,4 | 1,3 | 18,4 |
| Carriera  | Carriera           | 60 | 57 | 28,3 | 48,0 | 34,9 | 63,6 | 6,5 | 2,1 | 0,9 | 1,2 | 14,8 |

## Palmarès

### Nazionale
- FIBA Under-19 World Cup (2021)

### Individuale

#### High school
- Wisconsin Gatorade Player of the Year (2020)
- MaxPreps All-American First Team (2020)
- McDonald's All-American (2021)
- Jordan Brand Classic (2021)
- Nike Hoop Summit (2021)

## Vita privata
Il padre di Baldwin, Pat, era un giocatore di basket alla Northwestern University ed è attualmente impegnato come capo allenatore per Milwaukee. La madre, Shawn, giocava a pallavolo sempre a Northwestern.